# Mnichov (Plzeň)
Mnichov è un comune della Repubblica Ceca facente parte del distretto di Domažlice, nella regione di Plzeň.